# Рабеаривелу, Жан Жозеф
Жан Жозеф Рабеаривелу (малаг. Jean-Joseph Rabearivelo, при рождении Жан-Казимир Рабеаривелу; 4 марта 1901 или 4 марта 1903, Антананариву, Колония Мадагаскар — 23 июня 1937, Антананариву, Колония Мадагаскар) — мадагаскарский писатель и переводчик.

## Биография
Был побочным сыном представительницы андриана — доколониального дворянства. Рано оставив школу, сменил несколько работ, пока не устроился в местную администрацию, а затем в издательство. Был женат, имел пятерых детей, из которых одна дочь рано умерла. Как и его любимые проклятые поэты, Рабеаривелу был пьяницей, наркоманом и распутником[стиль].
В последние годы жизни отношения литератора с колониальными властями испортились. В 1937 г. его не включили в делегацию, отправлявшуюся на Всемирную выставку в Париж. Как пишет Борис Акунин, «поездка во Францию, страну, которая для Рабеаривелу была сказочным королевством великой литературы, представлялась несчастному поэту единственным шансом на спасение, прорывом в иной, волшебный мир». К этому разочарованию присоединилась болезнь (вероятно, туберкулёз). В том же году писатель отравился цианистым калием.

## Творчество
Первые напечатанные в периодике произведения Рабеаривелу были стихами. В 1924 г. он издал первый сборник «Чаша пепла», проникнутый духом декаданса. В сборниках «Сильфы» и «Книги» он отходит от символизма, а с 1931 г. увлекается сюрреализмом. Много времени поэт отдал переводам с мальгашского фольклора на французский, а европейской лирики — на малагасийский.
Рабеаривелу пробовал силы в прозе, его романы посвящены французской колонизации острова.
В 1935 г. поэт написал либретто для первой национальной оперы «Имаитсуанала».
На русский язык стихи Рабеаривелу переводил Сергей Шервинский.